# Ramatuelle
Ramatuelle è un comune francese di 2 284 abitanti situato nel dipartimento del Var della regione della Provenza-Alpi-Costa Azzurra.

## Geografia fisica
Posta su un fianco dei Monti Paillas, Ramatuelle domina la baia di Pampelonne e la pianura sottostante, coltivata principalmente a vigneti.

## Etimologia
Sono state individuate due possibili origini per il nome Ramatuelle:
- Rahmatu'llah  che nella lingua araba, i Saraceni hanno dominato il paese tra il IX e il X secolo, significa Divina Provvidenza,
- Camatullici ovvero il nome di una piccola popolazione gallica che prima dell'arrivo dei Romani abitava i monti attorno al Golfo di Saint-Tropez. Secondo i sostenitori di questa tesi, la C nel corso dei secoli sarebbe stata mutata in R.

## Storia
Sorta probabilmente come piccola borgata gallica, venne occupata nell'892 dai Saraceni, che si erano stanziati al Frassineto. I nuovi dominatori lasciarono numerosi ricordi del loro passaggio, come le antiche prigioni e la Porta Saracena. 
Nel 972 Guglielmo I di Provenza distrusse la roccaforte araba, Ramatuelle passò così sotto il controllo dei visconti di Marsiglia, che fortificarono e restaurarono il borgo. Durante le Guerre di Religione venne pressoché raso al suolo durante un assedio nel 1592. Solo dopo alcuni decenni si riprese, come sta ad indicare la data di costruzione della chiesa di Notre-Dame, data 1620.
Durante la Seconda guerra mondiale fu occupato dagli Italiani e successivamente dai Tedeschi. Nella vicina spiaggia di Pampelonne nel 1944 venne effettuata una parte dello sbarco alleato in Provenza. A partire dagli anni'60, al crescere della fama della vicina Saint-Tropez, anche Ramatuelle è diventato un luogo di vacanza di alto livello, con alberghi di prima classe e ristoranti di lusso a Pampelonne. Sebbene sia molto frequentata, non ha perso quella sua caratteristica impronta di borgo provenzale.

## Società

### Evoluzione demografica
Abitanti censiti

## Economia

### Turismo
Ramatuelle sebbene non vanti edifici di grande valore storico conserva un centro storico, molto ben custodito, a forma circolare, con alcuni elementi tipici medioevali come archi, vicoli e scalinate ripide.